# CDCP1
CDCP1 (англ. CUB domain-containing protein 1, белок, содержащий CUB-домен; CD318) — мембранный белок, регулятор клеточной адгезии. Продукт гена человека CDCP1. 

## Функции
CDCP1/Trask является трансмембранным гликопротеином, молекулярная масса 140 кДа. Белок содержит большой внеклеточный домен с двумя CUB-доменами и внутриклеточный доман с 5 тирозинами. Фосфорилирование тирозинов белка тесно связано с регуляцией состояния клеточной адгезии. В культуре клеток фосфорилирование CDCP1 связано с процессом отделения клеток от подложки при обработке трипсином или ЭДТА, а также в процессе митотического отделения. Особенно высокий уровень экспрессии CDCP1 обнаружен в эпителиальных клетках, в которых фосфорилирование белка происходит при митотическом отделении клеток либо в откреплённом фенотипе. Таким образом, фосфорилирование CDCP1 обратно коррелирует с состоянием прикреплённости клетки.
Фосфорилируется тирозинкиназами семейства SRC, включая SRC и YES, а также протеинкиназой C-гамма/PRKCG.

## Клиническое значение
Фосфорилирование CDCP1 обнаружено во многих раковых клетках, включая некоторые преметастатические раковые опухоли, а также в метастазирующих клетках и в метастазах.